# Sarolta hessen–kasseli hercegnő
Sarolta hessen–kasseli hercegnő (németül: Charlotte von Hessen-Kassel, Kurfürstin von der Pfalz; Kassel, 1627. november 20. – Heidelberg, 1686. március 26.) Amália Erzsébet hanau-münzenbergi grófnő és V. Vilmos hessen-kasseli tartománygróf lánya, I. Károly Lajos pfalzi választófejedelemmel kötött házassága révén 1650–1657 között Pfalz választófejedelemnéje.